# GSM Association
GSM Association jest międzynarodową organizacją handlową, zrzeszającą operatorów sieci telefonii komórkowej drugiej i trzeciej generacji. Powstała ona w 1987 roku. Celem organizacji jest obrona interesów oraz promocja operatorów na arenie międzynarodowej. Promuje ona także rozwój usług GSM.